# François-Joseph Naderman
François-Joseph Naderman (ur. 1781 w Paryżu, zm. 2 kwietnia 1835 tamże) – francuski kompozytor i harfista.

## Życiorys
Syn Jeana-Henri Nadermana. Był uczniem Johanna Baptista Krumpholza. Początkowo występował jako wirtuoz gry na harfie, od 1815 roku pełnił funkcję nadwornego harfisty. W 1825 roku otrzymał posadę wykładowcy gry na harfie w Konserwatorium Paryskim. Kontynuował działalność założonego przez ojca wydawnictwa muzycznego, wraz z bratem Henri Nadermanem prowadził też wytwórnię harf. Skomponował liczne utwory na harfę, w tym 2 koncerty i szereg etiud o przeznaczeniu pedagogicznym. Opublikował podręcznik École ou Méthode raisonnée pour la harpe (Paryż 1832).